# Evgenij Sal'cyn
Evgenij Ivanovič Sal'cyn (in russo Евгений Иванович Сальцын?; 26 febbraio 1929) è un ex pallanuotista sovietico, vincitore di una medaglia d'argento all'olimpiade di Roma 1960.